# Springerichthys
Springerichthys är ett släkte av fiskar. Springerichthys ingår i familjen Tripterygiidae.
Kladogram enligt Catalogue of Life:
| Springerichthys | \| \| Springerichthys bapturus \| \| \| \| \| \| Springerichthys kulbickii \| \| \| \| |
|                 | \| \| Springerichthys bapturus \| \| \| \| \| \| Springerichthys kulbickii \| \| \| \| |
|                 | Acanthanectes                                                                          |
|                 |                                                                                        |
|                 | Apopterygion                                                                           |
|                 |                                                                                        |
|                 | Axoclinus                                                                              |
|                 |                                                                                        |
|                 | Bellapiscis                                                                            |
|                 |                                                                                        |
|                 | Blennodon                                                                              |
|                 |                                                                                        |
|                 | Brachynectes                                                                           |
|                 |                                                                                        |
|                 | Ceratobregma                                                                           |
|                 |                                                                                        |
|                 | Cremnochorites                                                                         |
|                 |                                                                                        |
|                 | Crocodilichthys                                                                        |
|                 |                                                                                        |
|                 | Cryptichthys                                                                           |
|                 |                                                                                        |
|                 | Enneanectes                                                                            |
|                 |                                                                                        |
|                 | Enneapterygius                                                                         |
|                 |                                                                                        |
|                 | Forsterygion                                                                           |
|                 |                                                                                        |
|                 | Gilloblennius                                                                          |
|                 |                                                                                        |
|                 | Helcogramma                                                                            |
|                 |                                                                                        |
|                 | Helcogrammoides                                                                        |
|                 |                                                                                        |
|                 | Karalepis                                                                              |
|                 |                                                                                        |
|                 | Lepidoblennius                                                                         |
|                 |                                                                                        |
|                 | Lepidonectes                                                                           |
|                 |                                                                                        |
|                 | Matanui                                                                                |
|                 |                                                                                        |
|                 | Norfolkia                                                                              |
|                 |                                                                                        |
|                 | Notoclinops                                                                            |
|                 |                                                                                        |
|                 | Notoclinus                                                                             |
|                 |                                                                                        |
|                 | Ruanoho                                                                                |
|                 |                                                                                        |
|                 | Trianectes                                                                             |
|                 |                                                                                        |
|                 | Trinorfolkia                                                                           |
|                 |                                                                                        |
|                 | Tripterygion                                                                           |
|                 |                                                                                        |
|                 | Ucla                                                                                   |
|                 |                                                                                        |
|                 | Springerichthys bapturus                                                               |
|                 |                                                                                        |
|                 | Springerichthys kulbickii                                                              |
|                 |                                                                                        |

|  | Springerichthys bapturus  |
|  |                           |
|  | Springerichthys kulbickii |
|  |                           |